# علی دوشنکالکار
علی دوشنکالکار (انگلیسی: Ali Düşenkalkar؛ زادهٔ ۱۹۶۱) هنرپیشه اهل جمهوری ترک قبرس شمالی است. از فیلم‌هایی که او در آن حضور داشته می‌توان به مامان، من می‌ترسم! اشاره کرد.